# Stará Voda (okres Gelnica)
Stará Voda je obec na Slovensku v okrese Gelnica ležící ve Volovských vrších.
První písemná zmínka o obci pochází z roku 1828. Nachází se zde moderní římskokatolický kostel Panny Marie Fatimské.